# The Present
The Present é um curta-metragem alemão de animação de 2014, dirigido por Jacob Frey, que também co-escreveu junto com Markus Kranzler. O curta conta a história de um menino de doze anos que ganha da mãe um cachorrinho de três patas. O filme ganhou 81 prêmios em vários festivais de cinema e foi aclamado pela crítica e pelo público.
O curta é baseado em "Perfeição", uma história em quadrinhos do brasileiro Fabio Coala publicada em seu site, Mentirinhas - a história é em português, e Jacob descobriu a tirinha após ver uma versão com os diálogos traduzidos em inglês no 9GAG. Jacob e Markus acabaram sendo contratados pela Pixar e pela Walt Disney Animation Studios, respectivamente, após a viralização e sucesso do curta.

## Trama
Um menino de 12 anos joga videogame em uma sala com as janelas fechadas. Sua mãe chega com uma caixa, dizendo que tem um presente para ele, e sobe para atender um telefonema. O menino abre a caixa, revelando um enérgico filhote de cachorro. Ao perceber que o cachorrinho não tem a maior parte de sua pata dianteira esquerda, o menino fica irritado, desprezando o animal. Sem se importar, o cachorrinho encontra uma bola de borracha vermelha embaixo de um armário e caminha até o menino, convidando-o para brincar. O menino faz o possível para ignorar o filhote, mas logo é conquistado por sua determinação e espírito. O menino desliga o videogame e decide sair para brincar na rua com o cachorro, e quando ele deixa o sofá se vê que sua perna esquerda foi amputada abaixo do joelho e ele anda de muletas.

## Recepção e legado
O curta explora o tema da deficiência e viver com uma perna amputada, tendo recebido aclamação da crítica, sendo exibido em 293 festivais de cinema diferentes e ganhou 81 prêmios em todos os festivais de cinema.
Como resultado, Jacob e Markus se mudaram para os Estados Unidos em outubro de 2014. Jacob foi contratado pelo Walt Disney Animation Studios, tendo trabalhando em filmes da Disney como Zootopia e Moana. Já Markus foi contratado pela Pixar, e trabalhou em filmes como Finding Dory, Carros 3 e Coco.
Fabio Coala postou no Mentirinhas sobre o curta e sua trajetória vitoriosa, onde também cita a participação da brasileira Natalia Freitas, animadora brasileira que estudava na Alemanha e participou da produção, servindo também de ponte entre Coala e Jacob e inserindo alguns easter eggs, como a HQ O Monstro, de Coala, que aparece em uma das cenas. Assim como Jacob e Markus, ela também foi contratada pela Disney.